# Военно-космическая деятельность

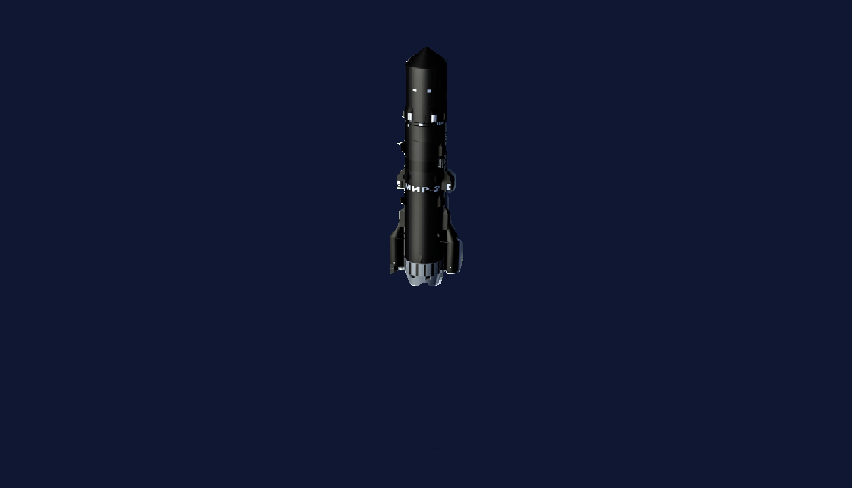
Макет боевой лазерной орбитальной платформы Полюс (1987).

Военно-космическая деятельность — использование космонавтики в военном деле и также (в возможном будущем) использование космического пространства или его отдельных областей как определяющего расположения в составе театра войны (театра военных действий).
В настоящее время различные государства (в первую очередь, Россия и США) используют космические аппараты для спутниковой разведки, дальнего обнаружения баллистических ракет, связи, навигации.

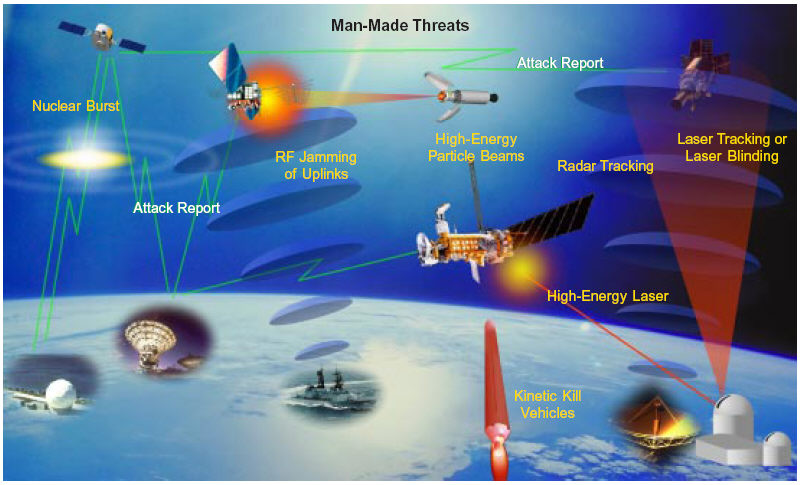
Возможные угрозы для объектов в космосе.

Создавались также системы противоспутникового оружия.

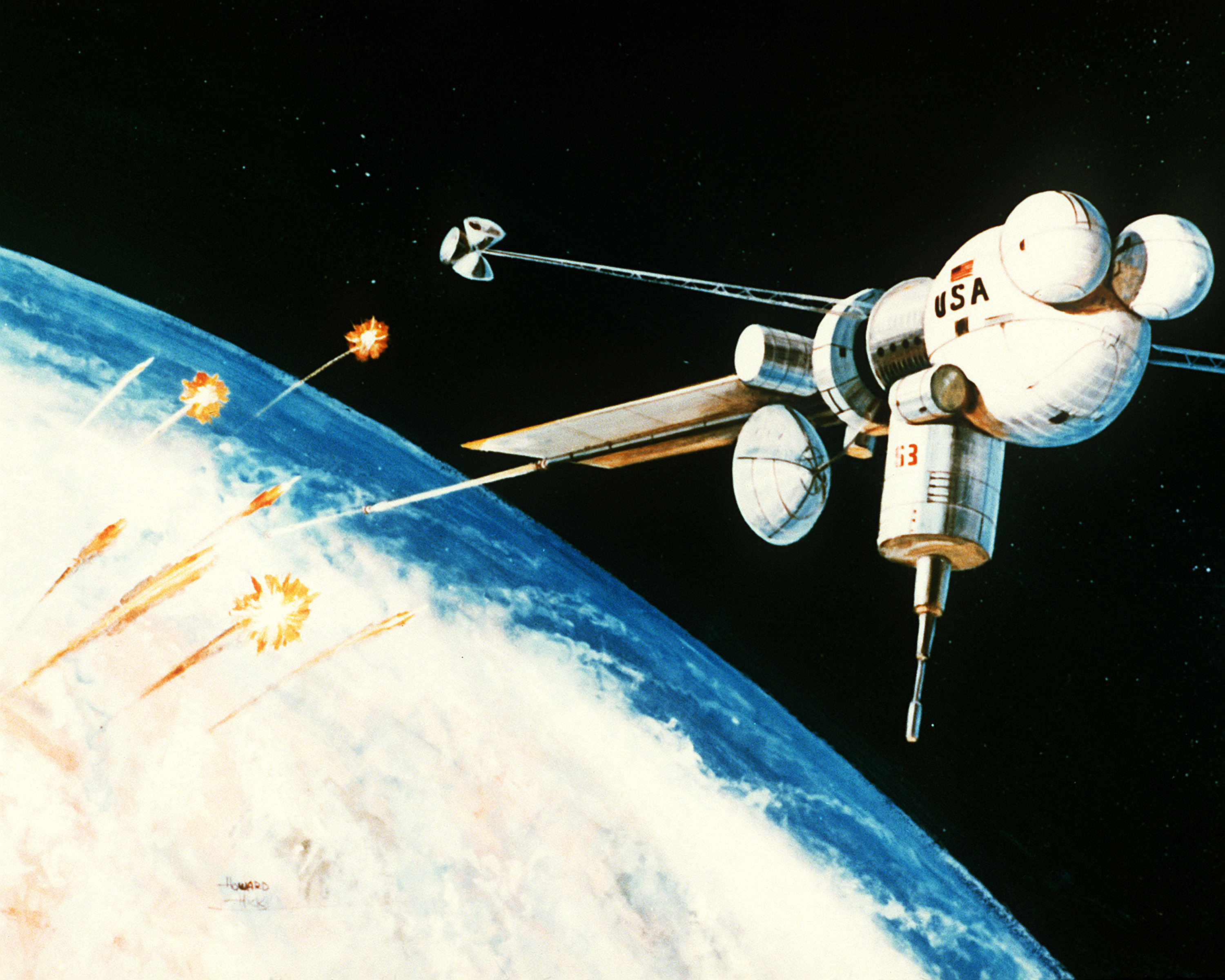
Уничтожение боеголовок МБР из космоса с помощью рельсотрона.

В США и СССР разрабатывались проекты пилотируемых орбитальных станций военного назначения — Manned Orbiting Laboratory и «Алмаз». Проект США не был осуществлён, а проект СССР был осуществлён частично и остановлен в 1978 году.
Международное право устанавливает, что не могут считаться театром войны, а следовательно, объектом нападения и уничтожения:
- Луна (по Договору «О принципах деятельности государств по исследованию и использованию космического пространства, включая Луну и другие небесные тела», от 1967 года и Соглашению о деятельности государств на Луне и других небесных телах, от 1979 года);
- небесные тела (по Договору «О принципах деятельности государств по исследованию и использованию космического пространства, включая Луну и другие небесные тела», от 1967 года и Соглашению о деятельности государств на Луне и других небесных телах, от 1979 года).

## История
С самого начала освоения космического пространства мировое сообщество, включая космические державы, настаивало на том, чтобы космос использовался в мирных целях, но на практике космические программы были в бо́льшей степени обусловлены военными соображениями и требованиями, чем гражданскими или научными. Уже в 1955 году ВВС США заключили контракт на разработку разведывательных спутников, подобные исследования велись и в СССР. В январе 1957 года посол США предложил в ООН поставить испытания спутников и ракет под международный контроль, чтобы обеспечить безопасность космического пространства и использовать его исключительно в мирных и научных целях, и в том же году была создана Комиссия по разоружению, в которую вошли представители Канады, США, Франции и Великобритании.
После исторического полёта Юрия Гагарина страны-члены ООН приняли «Договор о космосе» (позднее были приняты дополнительные международные акты, ограничивающие военную деятельность в космосе), вступивший в силу в 1967 году, запрещающий испытание и размещение оружия массового уничтожения (включая ядерное оружие), проведение военных манёвров и создание военных баз в космосе. Заявляя, что космическое пространство должно использоваться исключительно в мирных целях, договор не определяет границ между воздушным и космическим пространством, которые должны быть свободны от военного использования. Кроме того, он допускает «пассивное военное» использование космоса, например, разведку, наблюдение, слежение и предупреждение, выведение на орбиту спутников связи, участие военных организаций в проведении научных исследований в космосе.
В настоящее время космосе увеличивается число спутников, которые могут использоваться для военных целей. На смену концепции демилитаризованного космического пространства пришла концепция космического пространства, «оснащённого оружием».
Быстрое технологическое развитие общества создаёт новые области применения космических программ, в том числе, и расширение военной деятельности. В то время как многие страны мира поддерживают политику демилитаризации космоса и признают актуальность задач, связанных с космической деятельностью, они расходятся в интересах и подходах к проблеме. В США в 2019 году в структуре Департамента ВВС США были созданы Космические силы США.
Международным сообществом был предпринят ряд попыток прийти к международному соглашению о контроле использования космического оружия и демилитаризации космоса, но пути решения проблемы пока не найдены.
В мае 2024 года Россия подготовила проект резолюции в СБ ООН, призывающей к прекращению применения и размещения любого оружия в космосе. «За» выступили семь стран — членов Совбеза, включая Китай. «Против» — также семь государств, среди которых США, Великобритания, Франция. Швейцария воздержалась. Резолюция была отклонена. Постпред РФ при ООН Василий Небензя заявил, что данный факт свидетельствует о намерении Вашингтона милитаризировать космос. 
Перед голосованием заместитель постпреда США в ООН Роберт Вуд, заявил, что Россия пытается отвлечь внимание от разработки спутника с ядерным устройством.    
Ранее РФ заблокировала в СБ ООН проект резолюции от США и Японии о запрете размещения в космосе ядерного оружия. Тогда Небензя мотивировал этот шаг тем, что запрет должен касаться всех видов оружия массового уничтожения.

## Милитаризация космоса
Космические программы в XXI веке получили импульс к развитию в таких странах как КНР, Великобритания, Индия, Япония, Франция и других. Запуск США программы «Нового космоса» привёл к стремительному развитию на новом конкурентном поле космических программ Китая и других развитых стран.
В настоящее время всё больше космических аппаратов и систем запускается в космос с военными целями. Количество спутников военного назначения увеличивается в США, Китае, России, Великобритании, Японии, Индии и ЕС.
Китай в 2021 году создал группировку из 12 военных спутников оптико-электронной разведки, США планируют развернуть раннюю версию сети предупреждения о гиперзвуковых ракетах в 2022 или 2023 годах. Россия завершит создание спутниковой группировки Единой космической системы (ЕКС) к 2024 году.
Военное использование космоса, в основном, связано с использованием трёх типов спутников: спутников наблюдения, связи и предупреждения. В составе космической разведки спутники выполняют различные задачи:
- фотографическая аппаратура;
- оптико-электронная;
- радио- и радиотехническая;
- радиолокационная.

Космические аппараты связи могут использоваться как основные или дополнительные средств обмена информацией; контролировать из космоса старт, место и результаты ядерных ударов; осуществлять инженерное обеспечение; являются средством радиоэлектронной борьбы; обеспечивают гидрометеорологическое, топогеодезическое и навигационное наблюдение.
Развитие военной космической деятельности происходит в нескольких направлениях:
- Повышение помехоустойчивости спутниковых систем, их орбитального маневрирования; создание автоматических многоразовых летательных аппаратов.
- Создание автоматизированных систем контроля космического пространства. Технологическое совершенствование систем радиоэлектронной борьбы и оборудования, противодействующего таким системам.
- Исследования в области гиперзвукового движения, совершенствование противоракетных технологий[13].
- Противоспутниковое оружие и системы перехвата баллистических ракет создаются на заатмосферном участке. Сложные дифференциальные режимы современных космических систем могут обеспечивать высокую помехоустойчивость и точность определения координат до 1—2 метров в глобальном масштабе (например, система AEHF). Полноценное развёртывание системы, подобной AEHF, может выполнять задачи военного характера как одного из ключевых звеньев единой информационной системы GIG (Global Information Grid), став системой управления государственных и военных организаций. На основе космической системы может осуществляться обмен данными между субъектами на суше и на море, в воздухе и в космосе, обеспечивая глобальный контроль поверхности Земли[12].

### Соединённые Штаты Америки

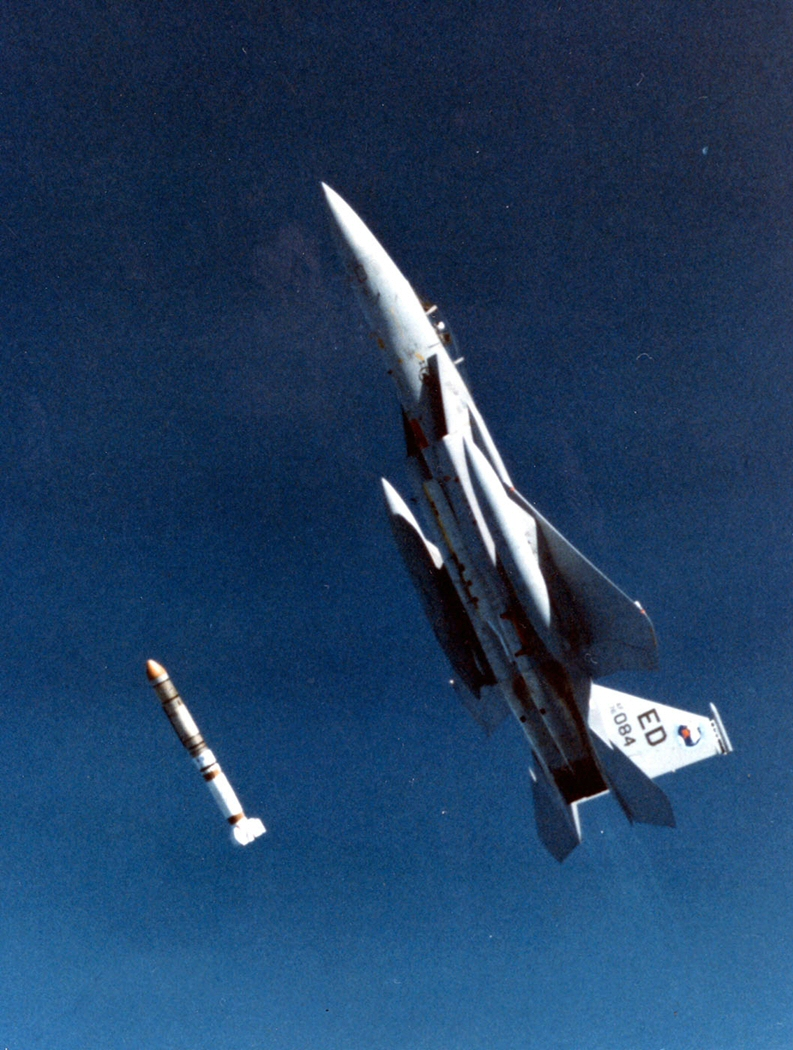
F-15 запускает ракету ASM-135 ASAT по спутнику P78-1, 13 сентября 1985 года

Термин «пространство национальной безопасности» в США используется министерством обороны страны для обозначения космической деятельности разведывательного сообщества. Превосходство в космосе США в XXI веке является основой национальной безопасности. Космические программы национальной безопасности США включают в себя ракеты-носители, спутниковые системы для разведки, раннего предупреждения о пусках ракет и ядерных взрывах, навигации, связи и прогнозов погоды. Многие из этих систем имеют аналоги в гражданском и коммерческом секторах. Граница между национальной безопасностью и гражданскими космическими системами представляется довольно размытой. Например, Глобальная система позиционирования (GPS) навигационных спутников — это система Министерства обороны США, которая позволяет широко использовать гражданские и коммерческие приложения.
Космическая программа НАСА более заметна в обществе, чем военная, но космическая программа национальной безопасности более масштабна с точки зрения финансирования. Значительная часть программ по национальной безопасности является секретной, бюджетная информация Национального разведывательного управления (англ. NRO) недоступна для общественности.
20 декабря 2019 года президент Трамп подписал Закон (PL 116-92) о финансировании национальной обороны на 2020 финансовый год (NDAA). Были созданы Космические силы США в составе ВВС США как шестой вид вооружённых сил. Создание Космических сил США упростило задачу финансирования военных проектов. В 2021 году из общего несекретного космического бюджета Министерства обороны США в размере 18 миллиардов долларов для Космических сил было выделено 15,4 миллиарда долларов.
Космические системы Министерства обороны США включают программы, одни из которых уже эксплуатируются, другие находятся на той или иной стадии разработки.
Спутники связи
Широкополосная глобальная спутниковая связь (WGS).
Milstar — система оценки мобильного пользователя (MUOS).
Усовершенствованная система сверхвысокой частоты (AEHF) и система оборонной спутниковой связи (DSCS).
Спутники позиционирования, навигации и синхронизации (PNT).
Глобальная система позиционирования (GPS).
Раннее предупреждение
Программа оборонной поддержки (DSP).
Инфракрасная спутниковая система космического базирования — High (SBIRS-High)
Постоянное инфракрасное излучение нового поколения (OPIR).
Погода
Программа оборонных метеорологических спутников (DMSP) (оборонная метеорологическая спутниковая система).
Спутники, связанные с противоракетной обороной: система космического слежения и наблюдения (STSS, ранее SBIRS-Low), гиперзвуковой баллистический космический датчик слежения (HBTSS).
Ракеты-носители
Ракеты национальной безопасности (NSSL, ранее Evolved Expendable Launch Vehicles или EELV), включая Delta, Atlas, Falcon и другие, находящиеся в разработке). Министерство обороны США также располагает программами, которые удовлетворяют потребности в осведомлённости о космической обстановке (или о космической сфере), космическом управлении и возможностях противодействия, что должно позволить Космическим силам США обеспечить военное господство в космосе.
В США разрабатывается применение из космоса «магнитогидродинамических взрывных боеприпасов» (англ. MAgneto Hydrodynamic Explosive Munition, MAHEM), обладающих большим «потенциалом», с высокой эффективностью «способных генерировать и точно рассчитывать время нескольких потоков и фрагментов из одного заряда» с тем, чтобы поражать цель со «смертоносной точностью». В Министерстве обороны США заявили, что система MAHEM может быть размещена на ракетах. Программа USSF в Центре космических и ракетных систем (англ. SMC) направлена на развёртывание космических кораблей, способных передавать военным в условиях высокой облачности карты театра военных действий.
Летом 2020 года Пентагон обнародовал новую «Оборонительную космическую стратегию» (англ. Defense Space Strategy, DSS), «предназначенную для достижения в течение следующих 10 лет с упором на военное применение космической мощи через контроль, использование и влияние из космоса для достижения стратегических целей, решения оперативных и тактических задач».
DSS будет «дорожной картой для наращивания военно-космической мощи» США, чтобы «обеспечить преимущество нации» в космической среде, администрация США закрепила новую военно-космическую стратегию о значительном повышении значения космоса как сферы противоборства в достижении целей вооружённой борьбы.
В 2020 году Космические силы США планировали заменить спутник SBSS системой STSS из трех спутников с возможностью орбитального маневрирования, что позволит системе изучать интересующие США космические аппараты, выводимые другими странами на геосинхронные орбиты с относительно близкого расстояния.

### Россия
Россия, так же, как и США, рассматривает возможность применения оружия из космоса для поражения наземных целей для того, чтобы иметь возможность защиты в случае нападения. В стране существуют спутники для мониторинга земной поверхности, разрабатываются сложные технические объекты и системы, призванные решать в космическом пространстве и на земле как мирные, так и военные задачи.
После испытаний в России противоспутниковой ракеты прямого перехвата (системы DA-ASAT) в декабре 2020 года космическое командование США заявило, что «Россия сделала космос сферой боевых действий».

### Китай
О китайских системах, которые бы способствовали ведению военных действий на Земле из космоса, ничего не известно. Китай имеет возможность нарастить спутниковую группировку очень быстро, используя «морской старт» для ракет сверхлёгкого класса и производить запуски с плавучих космодромов.

## Геополитические риски
Рост в современном мире геополитических рисков может спровоцировать увеличение количества космических систем как средства достижения задач в ходе военных действий и привести к неконтролируемой милитаризации космоса. Широкое применение систем информационно-космического обеспечения и средств вооружения в космосе может изменить основные принципы ведения войны и обеспечить глобальность военного присутствия путём нанесения ударов в любой точке Земли.

## Перспективы
Несмотря на заявленные в «Договоре о космосе» высокие обязательства, мировое сообщество не смогло сохранить космическое пространство для мирных целей. Его милитаризация стала свершившимся фактом с самого начала эпохи освоения космоса. До сих пор космические объекты только наращивали военную мощь. По мнению ООН, учёных и видных общественных деятелей, общество приближается к порогу космической вепонизации, так как мало что сделало для предотвращения его милитаризации, которая ведёт к возобновлению связей государств на уровне «холодной войны» и давлению на страны, менее развитых в экономическом отношении. Укрепление мировой и национальной безопасности может идти исключительно путём нераспространения и сокращения оружия массового уничтожения.